# Rumæniens nationalvåben
Det moderne rumænske nationalvåben blev indført i 1992, kort efter Ceauşescus fald, og afløste Folkerepublikken Rumæniens nationalvåben. Det er en modificiert udgave af Kongedømmet Rumæniens rigsvåben fra 1922-1947.

## Udseende og symbolik
Det rumænske nationalvåbens farver er de samme som Rumæniens flag: blå, gul og rød.
På et blåt skjold holder en gul ørn et ortodoks kors i næbet, et sværd der hentyder til Stefan den Store i den venstre klo, og en stridskølle der hentyder til Michael den Tapre i den højre. Brystskjoldet er kvadreret med våben fra Rumæniens historiske områder:
- Første felt er Valakiets våben – en ørn
- Anden felt er Moldaviens våben – hovedet af en urokse
- Tredje felt indeholder Banats våben øverst – en løve – og Olteniens nedenunder – en bro
- Fjerde felt er Transsylvaniens våben – en ørn, med syv tårne underneden der symboliserer Siebenbürger saksernes syv borge
- Nederst er indføjet to delfiner, symboler af Dobrogea, Rumæniens kystland